# 루닛
루닛(Lunit Inc.)은 대한민국의 AI 의료진단 기업이다. 본사는 서울특별시 강남구 강남대로 374이며 대표이사는 서범석이다.
2024년 아스트라제네카와 비소세포폐암(NSCLC) 대상 AI 기반 디지털 병리 솔루션 개발을 위한 전략적 협업 계약을 체결하였다

## 인수
2023년 미국의 볼파라 헬스 테크놀로지(Volpara Health Technologies)를 1억 9307만 달러(한화 약 2,525억원)에 인수하였다.

## 상장
2022년 7월 21일에 주관사를 NH투자증권으로 공모가 30,000원에 코스닥 시장에 상장하였다.

## 참고문헌
1. ↑  송종호, 루닛, 아스트라제네카와 폐암대상 'AI병리 솔루션' 개발, 뉴시스, 2024.11.18
2. ↑  루닛, ‘유방암 특화 AI플랫폼’ 볼파라 "2525억 인수", 바이오스펙테이터, 2023-12-14
3. ↑  인수 대금 2525억원... 루닛은 왜 볼파라를 찍었나, 히트뉴스, 2023.12.15